# Juan Castillo
Juan Gullermo Castillo Iriarte (Durazno, 17 aprile 1978) è un ex calciatore uruguaiano, di ruolo portiere.

## Palmarès

### Club

#### Competizioni nazionali
- Copa Artigas (Liguilla Pre-Libertadores de América): 2

Defensor Sporting: 2000, 2006
- Coppa Guanabara: 1

Botafogo: 2009

### Nazionale
- Coppa America: 1

2011